# Полоневичи
Полоне́вичи (бел. Палане́вічы) — деревня в составе Боровского сельсовета Дзержинского района Минской области Беларуси. Деревня расположена в 20 километрах от Дзержинска, 57 километрах от Минска и 22 километрах от железнодорожной станции Койданово. Расположена на реке Волка (приток Сулы).

## История
Известна со 2-й половины XVIII века, как деревня в Минском повете Минского воеводства Великого княжества Литовского, владение Радзивиллов. После второго раздела Речи Посполитой (1793 год) в составе Российской империи. В 1800 году в деревне насчитывалось 34 двора, проживали 176 жителей, владение князя Доминика Радзивилла. В 1858 году — 82 души мужского пола, владение казны, в составе Полоневичской волости.
Во второй половине XIX—начале XX века в составе Койдановской волости Минского уезда Минской губернии. В 1897 году, по данным переписи населения, в Полоневичах насчитывалось 47 дворов, проживали 287 жителей, действовал хлебозапасный магазин. В 1908 году в деревне была открыта земская школа. В 1917 году в деревне насчитывалось 56 дворов, проживали 332 жителя. 
С 9 марта 1918 года в составе провозглашённой Белорусской Народной Республики, однако фактически находилась под контролем германской военной администрации. С 1 января 1919 года в составе Советской Социалистической Республики Белоруссия, а с 27 февраля того же года в составе Литовско-Белорусской ССР, летом 1919 года деревня была занята польскими войсками, после подписания рижского мира — в составе Белорусской ССР. 
С 20 августа 1924 года, деревня — центр Полоневичского сельсовета (в 1931—1937 годах — национального польского сельсовета) Койдановского (с 1932 года — Дзержинского) района Минского округа. С 31 июля 1937 года в составе Минского района, с 4 февраля 1939 года снова в составе Дзержинского района, с 20 февраля 1938 года в составе Минской области. В 1926 году 67 дворов, 395 жителей. Действовала начальная школа (в 1925 году — 73 ученика). В начале 30-х создан колхоз «Красный Октябрь», работали кузня, водяная мельница. В 1940 году — 41 двор, 158 жителей.
В Великую Отечественную войну с 28 июня 1941 года по 6 июля 1944 года находилась под немецко-фашистской оккупацией. В июне 1941 года гитлеровцы спалили в деревне 37 дворов, после войны деревня восстановлена. На фронтах войны погибли 9 жителей Полоневичей.
С 16 июля 1954 года — деревня, после упразднения Полоневичского сельсовета передана в Боровской сельсовет. В 1960 году в деревне проживали 142 жителя. Входила в состав колхоза «Маяк» (центр — д. Журавинка). В 1991 году — 20 дворов, 51 житель. По состоянию на 2009 год в составе СПК «Маяк-78», в деревне работает продовольственный магазин (сезонный) и магазин стройматериалов.

## Население
| 176  | ↗ 287 | ↗ 304 | ↗ 332 | ↗ 395 | ↘ 158 | ↘ 142 | ↘ 51 |
| 1998 | 1999  | 2004  | 2010  | 2017  | 2018  | 2020  | 2022 |
| ↘ 45 | → 45  | ↘ 35  | ↘ 24  | ↘ 19  | → 19  | ↗ 21  | ↗ 22 |

## Пейзажи деревни
- Пейзаж Полоневичского озера, искусственно созданного на реке Волка
- Вид на улицу Центральную деревни Полоневичи и рядовая застройка